# Línea L64 (Montevideo)
La línea L64 de Montevideo fue una línea de ómnibus de carácter local. Esta línea unía la intersección de Avenida Italia y Comercio con Portones Shopping.
Fue creada el 19 de mayo de 2020, debido a la escasa demanda de la línea 64. A partir del 7 de setiembre de 2020 dicha línea pasó a funcionar únicamente los fines de semana y funcionó así hasta el 22 de octubre de 2022, fecha en la que fue suprimida definitivamente.

## Recorridos
| Ida - Av. Italia (esq.Comercio) - Estanislao López - Av. Legrand - Michigan - Av. Gral Rivera - Dr. Alejandro Gallinal - Aconcagua - Caramurú - Av. Bolivia - Terminal Portones | Vuelta - Terminal Portones - Av. Bolivia - Belastiquí - Av. Gral Rivera - Av. Legrand - Estanislao López - Hipólito Yrigoyen - Av.Italia, hasta Comercio. |

## Barrios servidos
La L64 recorría los barrios: Buceo, Malvín, Punta Gorda y Portones.